# Giovanni Calabria
Giovanni Calabria (Verona, 8 ottobre 1873 – Verona, 4 dicembre 1954) è stato un presbitero italiano, fondatore delle congregazioni dei Poveri Servi e delle Povere Serve della Divina Provvidenza.
Beatificato nel 1988, è stato proclamato santo da papa Giovanni Paolo II il 18 aprile 1999. 

## Biografia

### Giovinezza
Giovanni Calabria nacque a Verona il giorno 8 ottobre 1873 da Luigi Calabria e Angela Foschio, ultimo di sette fratelli.
Poiché la famiglia viveva in povertà, quando il padre morì dovette interrompere gli studi (frequentava la quarta elementare) e trovare lavoro come garzone. Per le sue qualità fu notato da don Pietro Scapini, rettore di San Lorenzo, che lo aiutò a superare l'esame di ammissione al liceo del Seminario, che frequentò come esterno.
A vent'anni venne chiamato per il servizio di leva. Riprese gli studi dopo il servizio militare e nel 1897 si iscrisse alla facoltà di Teologia del Seminario, con l'intenzione di diventare prete. 
Un episodio singolare accadutogli segnò l'inizio della sua attività in favore degli orfani e degli abbandonati: una notte di novembre trovò un bambino abbandonato e lo accolse in casa sua, condividendone le comodità. Qualche mese dopo fondò la "Pia Unione per l'assistenza agli ammalati poveri".

### Maturità e fondazioni
Appena ordinato sacerdote (il giorno 11 agosto 1901), fu nominato vicario cooperatore nella parrocchia di S. Stefano e confessore del Seminario. Nel 1907 venne nominato vicario della Rettoria di San Benedetto al Monte, dove intraprese anche la cura e l'accoglienza dei soldati.
Il 26 novembre dello stesso anno fondò "Casa Buoni Fanciulli", trovando subito molti collaboratori anche tra i laici. Questo gruppo iniziale fu la base per i "Poveri Servi della Divina Provvidenza", approvati dal vescovo di Verona l'11 febbraio 1932, e dal papa il 25 aprile 1949. Da allora la Congregazione continuò a diffondersi anche all'estero (nel 1934 quattro Fratelli furono inviati in India per occuparsi dei paria). Le Costituzioni prevedono parità assoluta tra Sacerdoti e Fratelli, fatto non ben accetto a suo tempo da talune autorità religiose.
Nel 1910 nacquero anche le Sorelle, la parte femminile della Congregazione, che dopo l'approvazione vescovile (25 marzo 1952) e quella pontificia (25 dicembre 1981), diventarono le "Povere Serve della Divina Provvidenza".
Per coinvolgere anche i laici nel suo progetto, fondò nel 1944 la "Famiglia dei Fratelli Esterni". Anche per queste sue attività, suo grande amico ed ammiratore fu don Giulio Facibeni.
Intrattenne molti rapporti anche con le altre confessioni cristiane e con persone della comunità ebraica veronese. Dopo l'8 settembre 1943 nascose la dottoressa ebrea Mafalda Pavia a Roncà (vicino a Verona) tra le sue suore delle Povere serve della Divina Provvidenza. Qui, assunto il nome di suor Beatrice, Mafalda trascorse 18 mesi, dispensata dall'unirsi alle pratiche religiose cristiane delle suore, che la circondavano di rispettose premure. Secondo la testimonianza di Mafalda, don Calabria stesso la aveva introdotta alle suore con questa specifica raccomandazione: "Conosco la professoressa Pavia e i suoi sentimenti; nessuno quindi faccia la minima allusione né la minima pressione perché aderisca alle nostre convinzioni religiose". Mafalda Pavia rimarrà legata a don Calabria da profonda amicizia e riconoscenza e da un lungo rapporto epistolare.

### Gli epistolari
Don Calabria intrattenne alcuni scambi epistolari che divennero oggetto di studio ed anche di successiva pubblicazione per l'interesse e la ricchezza del contenuto: con il cardinale Schuster, con Giovanni Battista Montini, con Clive Staples Lewis, con Chiara Lubich e molti altri. 

#### L'epistolario sul tema dell'ecumenismo con Clive Staples Lewis
Nel 1947 don Calabria, dopo aver letto le Lettere di Berlicche, volle scrivere in lingua latina a C. S. Lewis, professore a Oxford, teologo convertitosi al cristianesimo anglicano, autore di opere letterarie quali Le cronache di Narnia. Lewis, che amava l'uso del latino, avviò con il sacerdote veronese una corrispondenza di circa 28 lettere. Il tema conduttore era l'ecumenismo sviluppato in un dialogo tra un prete cattolico ed un laico anglicano. Don Calabria nel 1949 incoraggiò anche don Paolo Arnaboldi a intrattenere un rapporto epistolare con C. S. Lewis. Alla morte di don Calabria nel 1954, il suo successore alla guida dell'Opera, don Luigi Pedrollo, continuò lo scambio epistolare fino alla morte di Lewis. Walter Hooper ha collocato questa corrispondenza tra gli importanti documenti ecumenici del '900.

### Morte
Il 3 dicembre 1954 offrì la sua vita al Signore per papa Pio XII, che era agonizzante. Don Giovanni Calabria morì il giorno dopo e, mentre lui moriva, il papa recuperò improvvisamente la salute vivendo in piena efficienza per altri quattro anni. Beatificato il 17 aprile 1988 da papa Giovanni Paolo II, don Calabria fu canonizzato il 18 aprile 1999 dal medesimo pontefice.

## Spirito della sua opera
L'opera di don Calabria non intendeva escludere alcun settore di attività ove ci fosse bisogno di aiuto ai meno fortunati. Così egli iniziò accogliendo ragazzetti di strada, orfani o con problemi di varia natura, curando la loro istruzione, insegnando loro un mestiere per prepararli alla vita. Nell'immediato secondo dopoguerra iniziò anche un'attività rivolta alla scuola magistrale, partendo dal concetto che nella società c'è bisogno anche di persone istruite e di professionisti. Negli ultimi decenni le mutate condizioni dell'istruzione pubblica in Italia fecero sì che l'attività dell'Opera don Calabria si rivolgesse ai portatori di handicap e al Terzo Mondo, senza esclusione di alcun altro ramo di attività ove si fosse in grado di portar giovamento.
Tratto fondamentale di ogni sua opera era di non chiedere nulla in cambio, confidando nelle parole del Vangelo: